# عبد الحميد الفراهي
عبدُ الحَمِيد الفَرَاهِي (1280- 1349 هـ / 1863- 1930 م) علامة مسلم هندي، تخصَّص في علوم القرآن والتفسير وتدبُّر الآيات، ومن علماء العربية وأديب شاعر، صنَّف بالعربية والأُرْدِية والفارسية والإنجليزية، وتعلم العبرية. وهو ابن خال العلامة شِبلي النعماني.

## ولادته وتحصيله
هو حَميد الدين، أبو أحمد، عبد الحميد بن عبد الكريم بن قربان قنبر بن تاج علي، الأنصاري الفَراهي.
وُلد في قرية (فَرِيها) من قرى مدينة أعظم كره، صباح يوم الأربعاء 6 جُمادى الآخرة 1280هـ الموافق 17 نوفمبر (تشرين الثاني) 1863م. لأسرة كريمة معروفة بنسبها وعلمها ومكانتها الاجتماعية، ويُعَد أهلها من أعيان المِنطَقة ووجهائها.
حفظ القرآن صغيرًا وهو ابن عشر سنين، وبرع في اللغة الفارسية حتى نَظَم فيها الشعر وهو ابن ستةَ عشرَ عامًا، ثم انتقل من قريته إلى مدينة أعظم كره، واشتغل بطلب العربية وعلومها على يد ابن عمَّته شِبْلي النُّعماني (ت 1332هـ)، وكان أكبرَ منه بست سنين. ثم انتقلا معًا إلى مدينة لكنو (لكناؤ) وحضر دروس العلامة الفقيه الحنفي المحدِّث أبي الحسنات عبد الحي اللَّكْنوي (ت 1304هـ)، والشيخ فضل الله بن نعمة الله الأنصاري (ت 1312هـ) وغيرهما. ثم سافر إلى لاهور للدراسة على أديب العربية العلامة الشاعر فيض الحسن السهارنفوري (ت 1304هـ) المدرِّس في الكلية الشرقية هناك، فقرأ عليه قراءة خاصة كتب الأدب العربي، منها كتابه (رياض الفيض) وهو شرح للمعلقات السبع في ثلاث لغات: العربية والفارسية والأُرْدية.
ثم عَرَّج على اللغة الإنجليزية والعلوم العصرية والفلسفة وهو ابنُ عشرين سنة فأتقنها. والتحقَ بثانوية (كرنَل غنْج) بمدينة الله آباد، ثم بكلية عليكره الإسلامية التي صارت جامعة، واهتمَّ في الكلية بدراسة الفلسفة الحديثة، وقد أخذ الفلسفة من المستشرق الإنجليزي توماس أرنولد الذي كان من أساتذته فيها. وحصل على شهادة البكالوريوس من كليتها الشرقية عام 1313هـ/ 1895م.

## عمله ووظائفه
بعد إكماله الدراسة عُيِّن عام 1314هـ/ 1896م معلمًا للعربية والفارسية بمدرسة الإسلام في مدينة كراتشي (عاصمة السِّند آنذاك)، فدرَّس فيها قرابة عشر سنين، ثم في عام 1324هـ/ 1906م عُيِّن أستاذًا مساعدًا للعربية في الكلية التي تخرَّج فيها عليكره، وكان أستاذ العربية فيها حينئذ المستشرق الألماني اليهودي جوزيف هوروفيتس، وقد أخذ عنه الفراهي اللغة العبرية، وانتفع المستشرق به في علوم العربية. وفي عام 1326هـ/ 1908م انتقل أستاذًا للعربية بجامعة الله آباد، قضى فيها ست سنوات، ثم اختارته حكومة حيدر آباد الدكن عميدًا لدار العلوم التي كانت يومئذ كلية شرقية، عام 1332هـ/ 1914م، وتولى مع الإدارة تدريس الصفوف العليا. وبقي في حيدر آباد إلى سنة 1337هـ/ 1919م حين قدَّم استقالته، وعاد إلى وطنه؛ رغبةً في التفرغ لتدبُّر القرآن الكريم.
لكنه تولى إدارة مدرسة الإصلاح التي أنشأتها جمعية إصلاح المسلمين في بلدة سراي مير، وهو الذي وضع فكرتها التعليمية، ورسم لها منهاجًا دراسيًّا فريدًا يختلف عن مناهج المدارس الدينية الأُخرى؛ في نظامها، وفي مقرراتها، وفي طريقة التدريس فيها. وفي السنوات الأخيرة من عمره وقف جُلَّ وقته وجهده على خدمة المدرسة ورعاية أساتذتها وطلابها، وكان يلقي عليهم دروسًا في التفسير. واختِير رئيسًا لمؤسسة دار المصنِّفين في مدينة أعظم كره، وسليمان النَّدْوي مديرًا لها، وصاحب فكرتها هو شبلي النعماني الذي توفي قبل إنشائها.
وكتب الفراهي وألَّف، وقرض الشعر وأنشد، ثم انقطع إلى تدبُّر القرآن ودرسه وتدريسه، وجمع علومه وفنونه، فقضَى فيه أكثر عمره حتى وفاته. وقد عانى من ملاحقة استخبارات المحتلِّ البريطاني؛ بسبب قصائده العربية التي وصف فيها عَداء الصليبيين للمسلمين، وهجومهم على بلادهم، وتحريض المسلمين على جهادهم.

## تلاميذه وطلابه
تخرَّج عليه طلاب كثيرون، من أشهرهم:
- أبو الكلام آزاد صاحب الرئاستين (ت 1377هـ).
- السيد سليمان النَّدْوِي (ت 1373هـ).
- مناظر أحسن الكِيلاني (ت 1375هـ)
- عبد الله العمادي (ت 1366هـ)
- عبد الماجد الدريابادي (ت 1397هـ)
- أختر أحسن الإصلاحي (ت 1378هـ) اعتنى بصيانة مُسَوَّدات شيخه وإعدادها للنشر.
- أمين أحسن الإصلاحي (ت 1418هـ) ترجم كتب شيخه المؤلفة بالعربية إلى الأُرْدية.[11]

## مؤلفاته وآثاره

#### في التأليف
زادت مؤلفاته على خمسين كتابًا، طُبع منها قرابة عشرين كتابًا فقط، منها:
1. مفردات القرآن، حققه وشرحه محمد أجمل أيوب الإصلاحي.
2. إمعان في أقسام القرآن، اعتنى به محمد أجمل أيوب الإصلاحي.
3. دلائل النظام.
4. نظام القرآن وتأويل الفرقان بالفرقان (تفسير)، صدر بعناية عُبيد الله الفَراهي.
5. فاتحة نظام القرآن، مقدِّمة تفسيره (نظام القرآن)، قدم لها السيد سليمان النَّدْوي.
6. التكميل في أصول التأويل.[12]
7. أساليب القرآن.
8. القائد إلى عيون العقائد.
9. جمهرة البلاغة،[7] نُشر بعناية أحمد حسن فرحات وولده محمد إقبال أحمد فرحات،[13] ونُشر أيضًا بتحقيق محمد خالد الرهاوي وعامر خليل الجرَّاح.
10. الرأي الصحيح فيمَن هو الذبيح، حققه محمد أجمل أيوب الإصلاحي.[14]
11. مجموعة رسائل الفراهي.
12. تعليقات في التفسير (جمعها د. محمد أجمل أيوب الإصلاحي من حواشٍ خطَّها الفراهي على نسختين من المصحف الشريف في أثناء قراءاته في السفر والحضر).[6]
13. تحفة الإعراب، منظومة رائية في النحو، باللغة الأردية، مقرَّرة في عدد من المدارس الدينية في الهند.
14. أسباق النحو، باللغة الأردية، في جزأين لتعليم النحو والصرف للناشئين، مقرَّر في عدد من المدارس الدينية في الهند.
15. أمثال آصف الحكيم، مجموعة حكايات ترجمها عن الإنكليزية إلى العربية، مقرَّر في عدد من المدارس الدينية في الهند.
16. في ملكوت الله، قصد فيه ذكر السنن الإلهية في رقي الأمم وانحطاطها، ولم يكمله. نشر في مجلة الهند بتحقيق الدكتور أورنك زيب الأعظمي
17. ديوان شعر عربي، نشره الشيخ بدر الدين الإصلاحي قديمًا، ثم نُشر بتحقيق محمد خالد الرهاوي وعامر خليل الجرَّاح. وكذا نشر في مجلة الهند بتحقيق الدكتور أورنك زيب الأعظمي. وفي هذه النشرة زيادة على النشرات السابقة.
18. ديوان شعر فارسي (نواي بهلوي).[15]
19. رسالة في عقيدة الشفاعة والكفَّارة، بالإنجليزية، ردَّ فيها على بعض علماء النصارى.

#### في الترجمة
1. طبقات ابن سعد، ترجم جزءًا منه إلى الفارسية.
2. رسالة بدء الإسلام، ألفها شِبلي النعماني بالعربية، ترجمها الفَراهي إلى الفارسية.
3. منظومة لأمثال سليمان عليه السلام (خِرَد نامه)، ترجمها إلى الفارسية.[16]

#### وصدر عنه
- الإمام عبد الحميد الفراهي وجهوده في التفسير وعلوم القرآن، للدكتور محمد فريد راوي.[17]
- الإمام عبد الحميد الفراهي وجهوده في خدمة القرآن وعلومه، للدكتور حسن يشو.[18]

## صفاته وشمائله
وصفه السيد سليمان النَّدْوي بقوله: عبد الحميد الفراهي ترجمان القرآن، وابن تيمية العصر، الإمام الجليل الذي كانت شخصيته الجامعة بين علوم الشرق والغرب نادرة العصر، شخص واحد اجتمع فيه عالَمٌ من العلم والمعرفة، ماهر في العلوم الدينية، ناقد للعلوم العقلية، وحيدُ عصره في علوم العربية، نسيج وَحْدِه في علم القرآن، عارف بحكمته ودقائقه، كُنَيْف مُلِئَ علمًا.
وذكره العلامة أبو الكلام آزاد فقال: كان حميدُ الدين الفَراهي رحمه الله من العلماء الربَّانيين الذين لا تكون بضاعتهم العلم فحسب، بل يجمعون بين العلم والعمل. ويندُر وجود أمثال هؤلاء الحائزين للشرفَين، كما لا يخفى على أهل النظر. وإني كلَّما قابلته تأثَّرت بعمله أكثرَ من علمه، فإنه كان رجلًا تقيًّا بكل معنى الكلمة.
وحين اطلع العلامة السيد رشيد رضا على أجزاءٍ من تفسير الفراهي، كتب كلمة في مجلة المنار جاء فيها: إن للمؤلف الفراهي لفهمًا ثاقبًا في القرآن، وإن له فيه مذاهبَ في البيان، وإنه لكثيرُ الرجوع باللغة إلى مواردها والصدور عنها ريَّانَ من شواهدها.
وقال عنه الشيخ تقي الدين الهلالي: والفراهي فصيح في التكلم لغاية، نادر في علماء العرب فضلًا عن علماء الهند، سمعت منه خُطبةَ تفسيره للقرآن، اغرَورَقَت منها عيناي؛ لفصاحتها وحقيتها. وهو عارف بمسألة الخلافة محقِّق لها، لا يلتبس عليه شيءٌ من أمرها خلافًا لأهل الهند، مجتهد في العقائد والعمليات، لا ينتمي لمذهب لكنه يتعبد على مذهب الحنفية؛ لأنه نشأ عليه، ويعتقد أن الأمر في مثل ذلك سهل. ماهر في الإنجليزية والعربية والفارسية والأردية. وبالجملة فهو أعلم من لقيته قبل هذا الحين.

## وفاته
توفي في مدينة مثورا في إثر عملية جراحية، في 19 جُمادى الآخرة 1349هـ الموافق 11 نوفمبر (تشرين الثاني) 1930م، ودُفن فيها.

## الملاحظات
1. ↑  هذا لقبُه وليس اسمَه، وقد أسماه أبوه (عبد الحَميد) وأسمى أخاه (عبد الرَّشيد) ولكنَّهما اشتَهَرا بعد ذلك بـ (حَميد الدين) و(رَشيد الدين). جزم بذلك الدكتور محمد أجمل أيوب الإصلاحي في مقدمة تحقيقه كتاب الفَراهي "مفردات القرآن" ص13- 14، وذكر أن كتب الفَراهي القليلة الصادرة باللغتين الأُرْدِية والفارسية أثبت اسمَه على أغلفتها: (حَميد الدين)، أما كتبه بالعربية وهي جمهرة كتبه وكُثْرها فأثبت اسمه على أغلفتها (عبد الحَميد).